# 暮蟬悲鳴時 鬼隱篇
《暮蟬悲鳴時 鬼隱篇》是07th Expansion製作的《暮蟬悲鳴時》同人系列遊戲的第一作。

## 故事簡介
昭和58年，前原圭一隨父母從東京搬遷到人口只有2000人的雛見澤村。  
一日，和圭一同校的龍宮禮奈帶他前往村外一處堆積廢棄物（禮奈稱之為‘寶山’）的場所。在禮奈尋寶的時候，圭一遇到了來自東京的攝影師富竹次郎。富竹口中所提到的殺人事件引起了圭一注意。圭一後來了解到這個垃圾場曾經是水壩的修建場所。   
第二天，圭一和禮奈回到垃圾場。為把被壓在廢棄物下的肯德君娃娃取出，禮奈返回自己的住所拿工具。禮奈離開後，圭一發現現場遺留的報刊雜誌報導了5年前的殺人分屍事件，而且它和過去的水壩工程有關……          
圭一平靜的生活終於在一年一度的綿流祭當天被打破……
圭一在某天被大石警官找到車上說出了富竹以及鷹野遇害的事情（富竹的死法非常奇怪，是自己抓破喉嚨而死的），而被禮奈給看到，圭一不想要伙伴們牽連進去，所以說出「這是和大家沒關係的事」。
「你說謊！！」
禮奈如此大喊，使得圭一心生恐懼，同時，在他眼中禮奈的行動愈來愈不對勁，直到某天，禮奈與魅音來到圭一的家裡玩，而在圭一的房間，禮奈突然抓住圭一的雙手，魅音則手上拿著針筒，準備注射不明藥劑……

## 出版書籍

### 漫畫
- 作畫：鈴羅木かりん、全2卷。

| 集數 | 史克威爾艾尼克斯 | 史克威爾艾尼克斯       | 青文出版社    | 青文出版社             | 玉皇朝        | 玉皇朝                |
| 集數 | 發售日期         | ISBN                   | 發售日期      | ISBN                   | 發售日期      | ISBN                  |
| ---- | ---------------- | ---------------------- | ------------- | ---------------------- | ------------- | --------------------- |
| 1    | 2005年12月22日   | ISBN 978-4-7575-1590-1 | 2007年2月1日  | ISBN 978-986-156-796-9 | 2007年1月22日 | ISBN 978-962-895112-3 |
| 2    | 2006年6月22日    | ISBN 978-4-7575-1704-2 | 2007年4月25日 | ISBN 978-986-156-887-4 | 2007年2月10日 | ISBN 978-962-895130-7 |

### 小說
- 著：龍騎士07，插圖：ともひ

暮蟬悲鳴之時 第一話～鬼隱篇～
| 集數 | 講談社       | 講談社                 | 尖端出版社     | 尖端出版社             |
| 集數 | 發售日期     | ISBN                   | 發售日期       | ISBN                   |
| ---- | ------------ | ---------------------- | -------------- | ---------------------- |
| 上   | 2007年8月1日 | ISBN 978-4-06-283637-1 | 2010年7月28日  | ISBN 978-957-10-4311-1 |
| 下   | 2007年9月3日 | ISBN 978-4-06-283641-8 | 2010年10月21日 | ISBN 978-957-10-4312-8 |

文庫版
| 集數 | 星海社        | 星海社                 |
| 集數 | 發售日期      | ISBN                   |
| ---- | ------------- | ---------------------- |
| 上   | 2011年1月11日 | ISBN 978-4-06-138901-4 |
| 下   | 2011年2月10日 | ISBN 978-4-06-138902-1 |

## 電視動畫
電視動畫《暮蟬悲鳴時》第1話－第4話。
| 1 | 其之壹 前奏 （） | 川瀨敏文 | 今千秋   | 今千秋   | 本村晃一   | 坂井久太 | 2006年4月5日  |
| 昭和58年6月。前原圭一某天在他的房間裏用棒球棒殺害龍官蕾娜、園崎魅音。在該事情發生前，圭一隨父母搬遷到雛見澤，與他的朋友兼社團成員，蕾娜、魅音、北條沙都子以及古手梨花一起度過了無數個幸福快樂的時光。一天，蕾娜邀請圭一去「寶藏山」找尋藏在山裏的「寶物」。在她尋寶時，圭一遇到了來自東京的攝影師富竹次郎並與其開玩笑地說蕾娜可能在找之前被埋藏的屍體。富竹鈍了一下，並隨後表示「這是一件讓人不舒服的事件」。圭一向蕾娜和魅音詢問此事時，他只得到了「不知道」以及「並沒有」的答案，這讓他產生了疑慮。在那之後，圭一為了幫助蕾娜而選擇去寶藏山。在蕾娜離開後，圭一發現了一本報道肢解謀殺案的舊雜誌，這讓他確認了他的猜想。與其同時，蕾娜拿著柴刀往圭一所在的位置前進。 |                  |          |          |          |            |          |               |
| 2 | 其之貳 隱情 （） | 川瀨敏文 | 葛谷直行 | 關祐二   | 宗崎暢芳   | 坂井久太 | 2006年4月12日 |
| 3 | 其之叁 疑心 （） | 川瀨敏文 | 今千秋   | 吉本毅   | 古谷田順久 | 坂井久太 | 2006年4月19日 |
| 4 | 其之四 歪 （）   | 川瀨敏文 | 関祐二   | 石川久一 | 原田峰文   | 坂井久太 | 2006年4月26日 |

## 廣播劇CD
CD3枚組。出版：HOBiRECORDS、代理：WAYUTA。
配音人員和動畫版相同。

## 外部連結
- ひぐらしのなく頃に体験版 （页面存档备份，存于）
- アニメ公式サイト：「鬼隠し編」 （页面存档备份，存于）
- 小説版「鬼隠し編」 | 星海社文庫 『ひぐらしのなく頃に』 | 最前線 （页面存档备份，存于）